# Universitas Samudra
Universitas Samudra – indonezyjska uczelnia publiczna w mieście Langsa (okręg specjalny Aceh). Została założona w 1985 r., od 2013 r. funkcjonuje jako uniwersytet państwowy.